# نوادر التبادر لتحفة البهادر
نوادر التّبادر لتحفة البهادر دائره‌المعارفی است تألیف شمس‌الدین محمد دُنَیسِری(دُنیسر شهری در ۱۲ کیلومتری جنوب غربی ماردین، میان دیاربکر و مرز عراق بوده‌است)، که در سال ۶۶۹ ق/۱۲۷۱م، در آسیای صغیر نگاشته شده‌است. این کتاب از جمله دانشنامه‌های فارسی است که در آن به موضوعات مختلف می‌پردازد. این کتاب در مکانی نوشته شده‌است که اکنون دیگر کتابت فارسی در آن وجود ندارد.

## دربارهٔ مؤلف
شمس الدین محمد بن قاضی شیخ امین‌الدین ابوالمکارم ایوب بن ابراهیم دنیسری اهل دنیسر، بنا به معجم‌البلدان، شهری بزرگ از نواحی جزیره، نزدیک ماردین که قوچ‌حصار هم گفته‌اند، می‌باشد. اطلاع بیشتری از زندگانی وی در دست نیست.

## نسخه‌های خطی
این کتاب را نخستین بار ادگار بلوشه در سال ۱۹۲۷ معرفی کرده‌است. هم‌اکنون پنج نسخه خطی از کتاب وجود دارد. نسخه‌های پاریس، کتابخانه دانشگاه تهران و نسخه ایاصوفیه، در انتشار کتاب مورد استفاده قرار گرفته‌است.

## انتشار کتاب
به همت محمد تقی دانش‌پژوه این کتاب معرفی شده‌است. به کوشش وی و ایرج افشار کتاب برای چاپ آماده شده و به اهتمام پرویز ناتل خانلری توسط انتشارات بنیاد فرهنگ در سال ۱۳۵۰ منتشر شده‌است.
انتشارات پژوهشگاه علوم انسانی و مطالعات فرهنگی نیز در سال‌های ۱۳۸۷ و ۱۳۸۸ این کتاب را منتشر کرده‌است.

## محتوای کتاب
کتاب دارای دوازده فن (بخش) است که هر یک شامل شش مقاله می‌باشد. فن یازدهم کتاب در شش مقاله در باب علم فلاحت است. در این کتاب به کبوترخانه اشاره شده‌است.
این کتاب را محمد بن امین‌الدین ابوالمکارم ایوب بن ابراهیم دُنیسری به نام یکی از امیران گمنام محلی تألیف کرده‌است. نوادرالتبادر دائرةالمعارف است در ۱۲ فن شامل انواع علوم: ریاضی، نجوم، نگاه داشتن تندرستی، زهرها و دفع آنها، تناسل، علم جواهر، فراست، عجایب زمان، خواص و منافع، فلاحت، قواعد علمی و عملی. این کتاب به زبان ساده نوشته شده و از نظر اشتمال بر برخی تعبیرات از جمله نام‌های انواع میوه‌ها، سبزی‌ها، نان‌ها، غذاها و غیره سودمند است.

## کشاورزی
مقاله‌های کتاب که دربارهٔ کشاورزی می‌باشد، هشت مقاله را شامل می‌شود.
مقاله پنجم و ششم از فن دهم، اندر منافع اشجار و اثمار می‌باشد؛ و شش مقاله فن یازدهم عبارتند از:
- اندر شناختن هنگام زراعت و تدبیر آنکه ایزد تعالی آن را از آفت نگاه دارد
- اندر آنکه چه کنند تا خدای تعالی دانه بسیار دهد
- اندر شناختن زمین نیک و بد و میانه و علامت آن زمین که خوش بود یا شور در چاه
- اندر آنکه چون کنند تا کشت‌ها و باغ‌ها و بوستن‌ها زود برسد
- در حیلت آن که ایزد تعالی غله‌ها در چاه‌ها از آفت نگاه دارد
- اندر چاره کردن غله را تا از آنچه در انبارها کرده باشد زیادت شود